# Euxoa agricola
Euxoa agricola är en fjärilsart som beskrevs av Jean Baptiste Boisduval 1829. Euxoa agricola ingår i släktet Euxoa och familjen nattflyn. Inga underarter finns listade i Catalogue of Life.